# Противотанковая граната

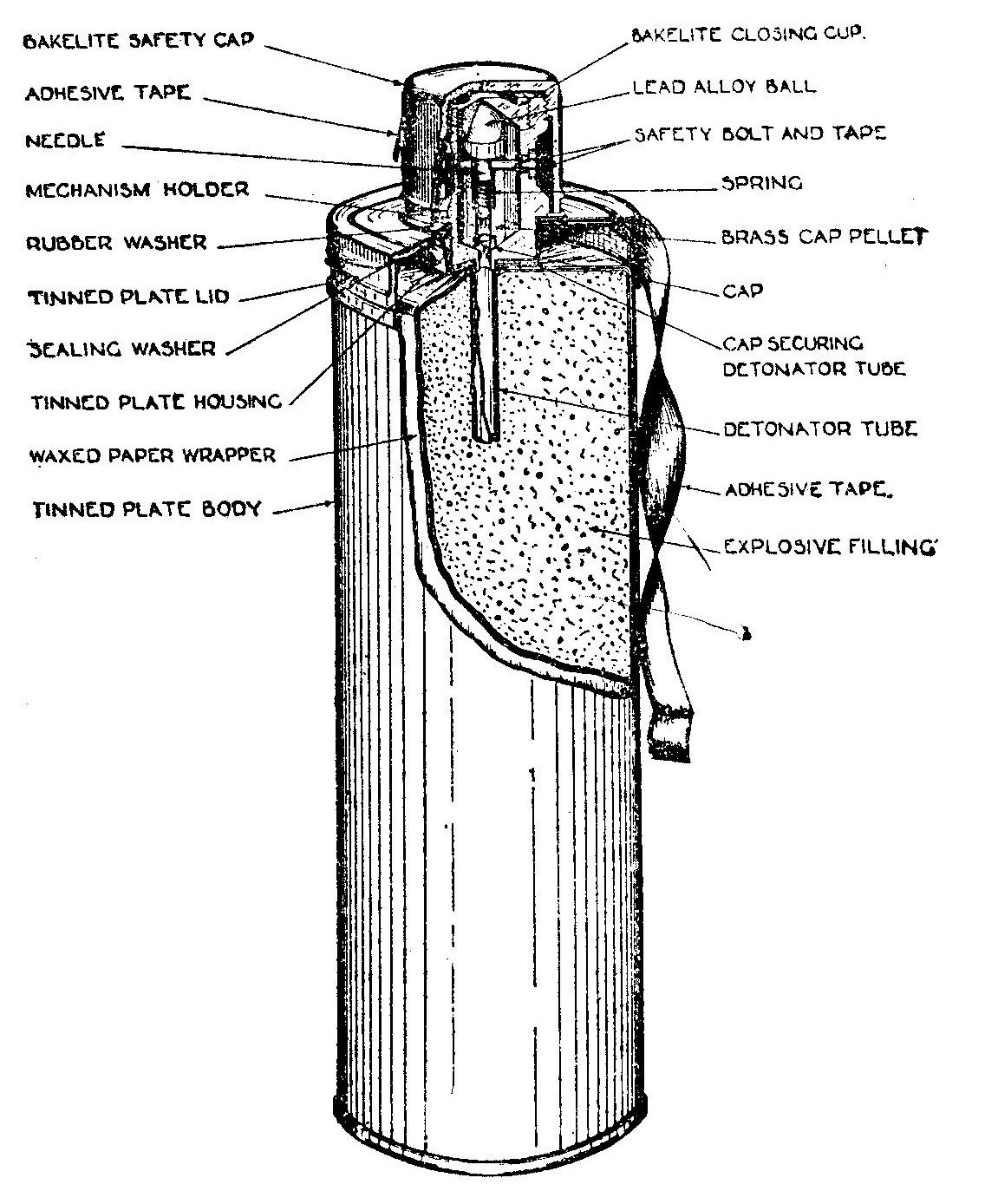
Противотанковая фугасная граната No 73 Mark I. Английская граната массой 2 кг и с зарядом взрывчатки в 1,6 кг.

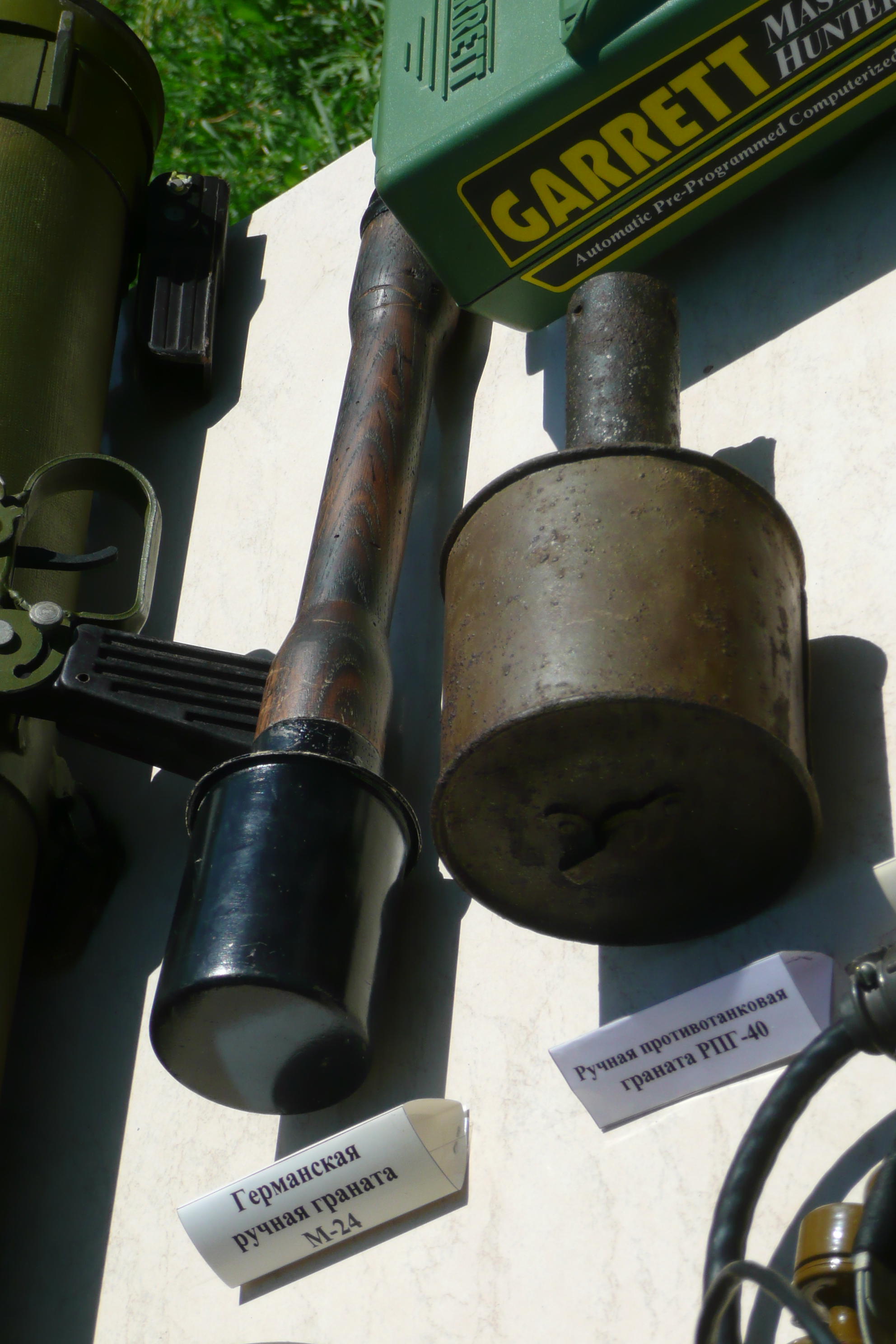
Сравнение гранаты РПГ-40 с немецкой «колотушкой» M-24

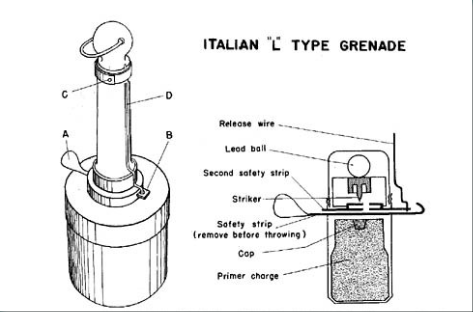
Итальянская ручная противотанковая граната Тип Л. Масса: 2040 г. Заряд тротилла: 1500 г.

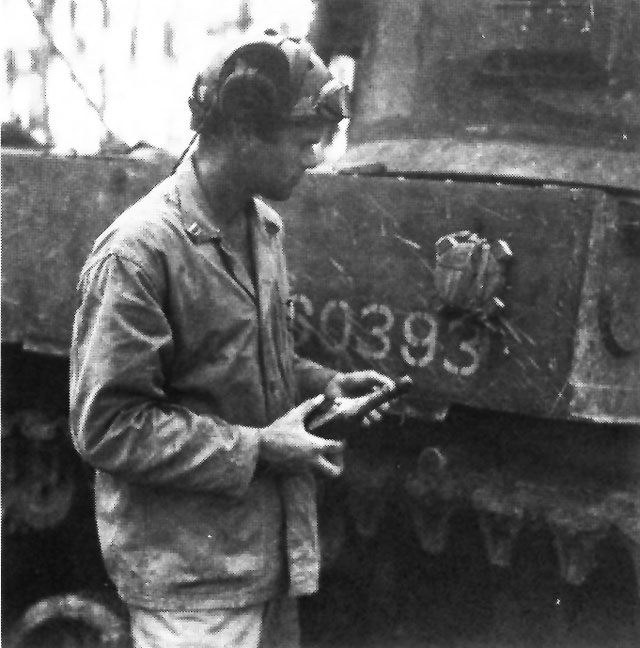
Тип 99: бросаемая японская противотанковая мина, применявшаяся Императорской японской армией. Была оборудована взрывателем с часовым механизмом и магнитами для прикрепления её к броне.

Противотанковая граната — взрывное или зажигательное устройство, применяемое мотострелками (стрелками, мотопехотой, пехотой и так далее) для борьбы с бронетехникой с использованием мускульной силы либо же устройств, не относящихся к артиллерии.
Противотанковые мины формально не относятся к этой категории оружия, однако существовали универсальные мины-гранаты и противобортовые мины, аналогичные по устройству гранатам. Противотанковые ракеты могут относиться к категории «гранат», в зависимости от национальной классификации такого оружия.

## Ручные гранаты
Вначале основным видом оружия самообороны стрелков (пехоты) против бронированных машин стали ручные противотанковые гранаты. Их первые образцы представляли собой довольно тяжёлый (около 1 кг) бросаемый заряд взрывчатого вещества, способный при плотном прилегании своим фугасным действием раздробить 15—20 мм брони. Примером такого оружия являются советские гранаты РПГ-40 и РПГ-41 (с увеличенным до 1400 грамм зарядом взрываемого вещества и с повышенной до 25 мм бронепробиваемостью). Боевая эффективность противотанковых гранат дробящего действия оказалась весьма невысокой из-за опасности для гранатометчика, который должен был точно забросить тяжелую гранату подобравшись близко к танку, а затем попытаться укрыться от мощного взрыва, что ограничивало эффективное применение таких гранат.
Первые противотанковые гранаты представляли из себя самодельные устройства. Немцы первыми во время Первой мировой войны стали привязывать несколько корпусов распространённой гранаты Stielhandgranate без рукоятки к одной гранате с рукояткой, чтобы создать одну более мощную гранату. В бою граната забрасывалась на крышу или под днище медленно (2—3 км/ч) движущегося танка, где броня была наиболее тонкой. Такая же граната применялась немцами и во время Второй мировой войны. Так как граната снаряжалась в основном суррогатами, она не обладала мощным ни фугасным, ни бризантным действием. Чтобы нанести значительный урон тяжелой бронетанковой технике, германской пехотой практиковался рискованный приём: связка гранат из 3—5 штук при помощи поясного ремня подсовывалась под кормовую нишу башни танка и подрывалась; дистанции взрывателя гренадеру вполне хватало, чтобы спрыгнуть с движущейся машины и укрыться от взрыва. В случае успеха башню срывало с погона или, как минимум, заклинивало. Для поражения танка прорыва КВ-2 было очень действенным средством забросить гранату в ствол его 152-миллиметровой гаубицы. Даже если в стволе на момент взрыва не было снаряда, сам ствол утрачивал целостность и при следующем выстреле разрывался.

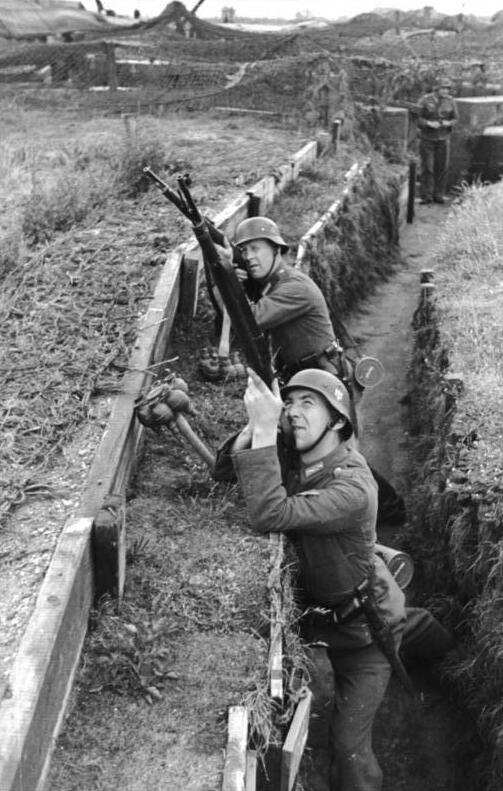

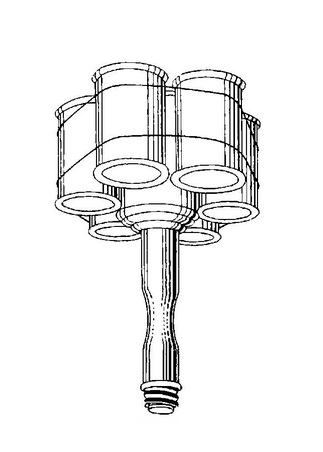

Во время Второй мировой войны, солдаты всех армий делали импровизированные противотанковые гранаты, укладывая несколько оборонительных фугасных гранат в мешок. Из-за их большого веса, такие устройства обычно применялись с очень близкого расстояния или же непосредственно помещались в уязвимых местах на вражеской технике, что конечно было очень опасным приемом. Другой метод, используемый например бойцами британского ополчения в 1940 году, предполагал укладку динамита или какого-либо фугасного заряда в толстом носке покрытым густой смазкой, который до применения клали в подходящую размером консервную банку. Для применения боец поджигал бикфордов шнур и, вынув устройство из банки, кидал его в направлении башни танка в надежде, что оно прилипнет к броне до взрыва. В случае успеха это вызывало внутреннее растрескивание броневого листа, поражая экипаж танка. Неизвестно, применялся ли успешно этот тип импровизированной противотанковой гранаты когда-либо в бою. К концу 1940 года англичане ввели в эксплуатацию специально разработанную клейкую противотанковую гранату, известную как «липкая граната» (Sticky Bomb).

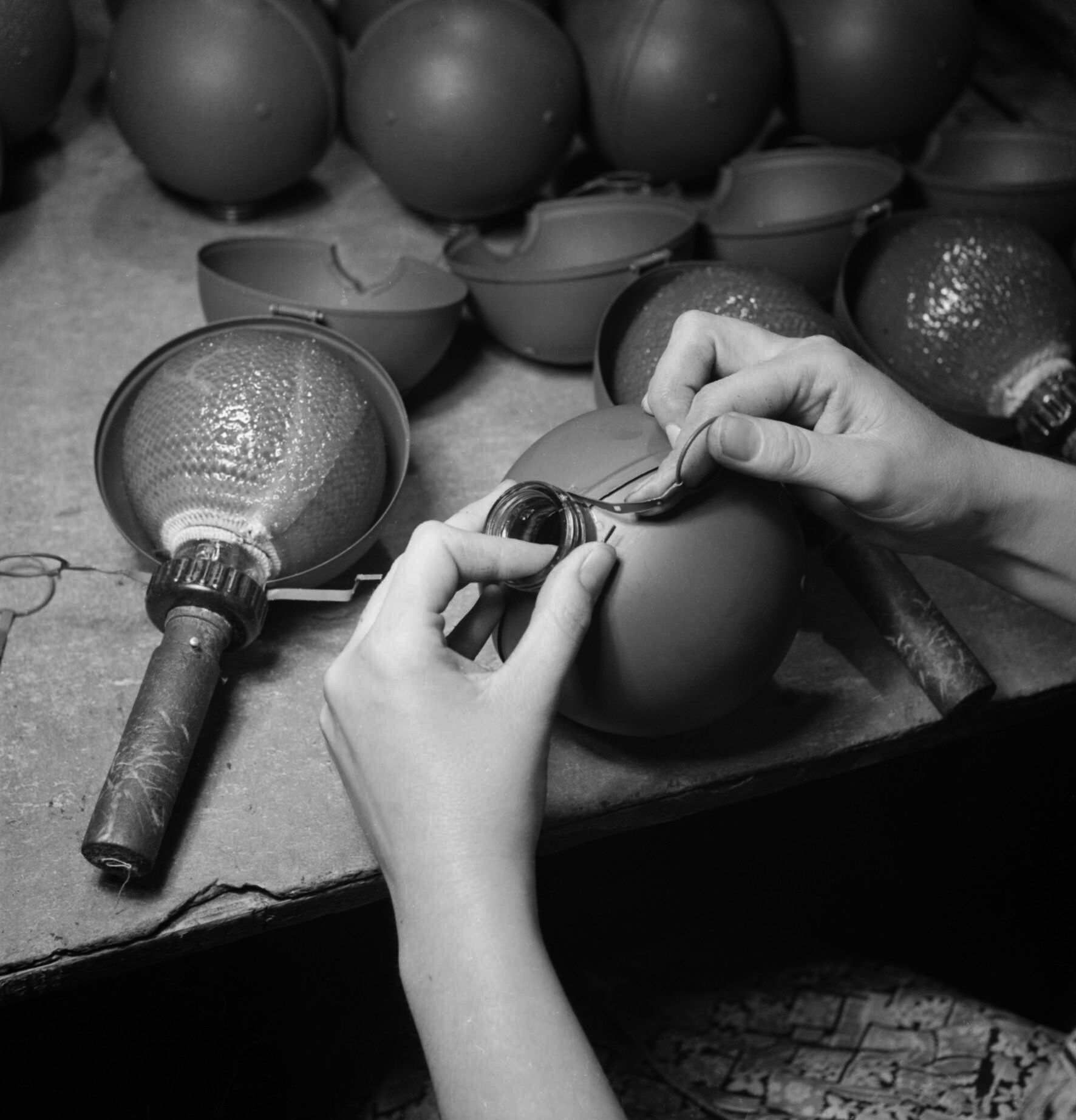
Липкая бомба

«Липкая бомба», производимая во время Второй мировой войны, была одним из видов противотанкового оружия, разработанного для британской армии и ополчения для компенсации нехватки противотанковых орудий в период после эвакуации Дюнкерка. Разработанная группой военного ведомства MD1, включающей майора Миллиса Джефферса и Стюарта Макрэ, граната состояла из стеклянной сферы, содержащей нитроглицерин, покрытой мощным клеем и листовым металлическим корпусом. Когда солдат вытаскивал чеку на ручке гранаты, корпус раскрывался и открывал сферу; другая чека активировала спусковой механизм, и солдат должен был приложить гранату к танку или другому транспортному средству с достаточной силой для разлома стеклянной сферы. После того как она была прикреплена к борту, отпускание рычага на ручке активировало пятисекундный предохранитель, который затем взрывал нитроглицерин.

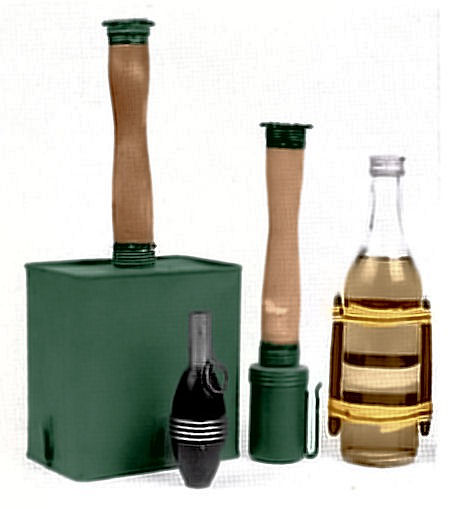
Финские гранаты времён Зимней войны. Тяжёлая фугасная граната слева. Крючок на коробе был предназначен для закрепления гранаты на танке, что было не исключено в случае, если моторное отделение было покрыто сеткой-рабицей.

Во время Зимней войны финская армия, которой катастрофически не хватало эффективного противотанкового оружия, широко использовала тяжелые фугасные гранаты. Финны использовали несколько вариантов фугасных гранат в зависимости от типа советской бронемашины. Считалось, что для повреждения гусеницы достаточно было 1-2 кг тротила. Взрыв зачастую разбивал 3—4 трака гусеницы, несколько повреждая каток. Удачно расположенная граната приводила каток в полную негодность. Нередко повреждался и балансир, вернее, разбивало его подшипник. Трёх килограмм тротила, когда заряд был заброшен на крышу моторного отделения танка, было достаточно для уничтожения любого танка, используемого на войне. Помимо фабричных гранат фугасного типа солдатами зачастую изготовлялись кустарные устройства из блоков взрывчатки, прикрепленных проволокой к дощечке.
В феврале 1940 года финская армия получила наставление по применению фугасных гранат, в которой было приведено количество тротила, достаточное для выведения из строя различных танков и бронемашин:
- 2 кг было достаточно для уничтожения 6-тонных бронемашин (Т-38)
- 3 кг было достаточно для уничтожения 12-тонных бронемашин (Т-26, БТ-7)
- 4 кг было достаточно для уничтожения 30-тонных бронемашин (Т-28)

### Ручные противотанковые гранаты или метательные мины с кумулятивными головными частями

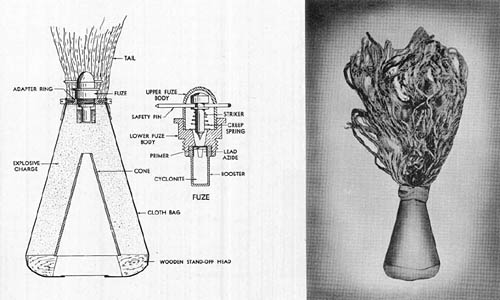
Японская метательная кумулятивная граната времён ВМВ

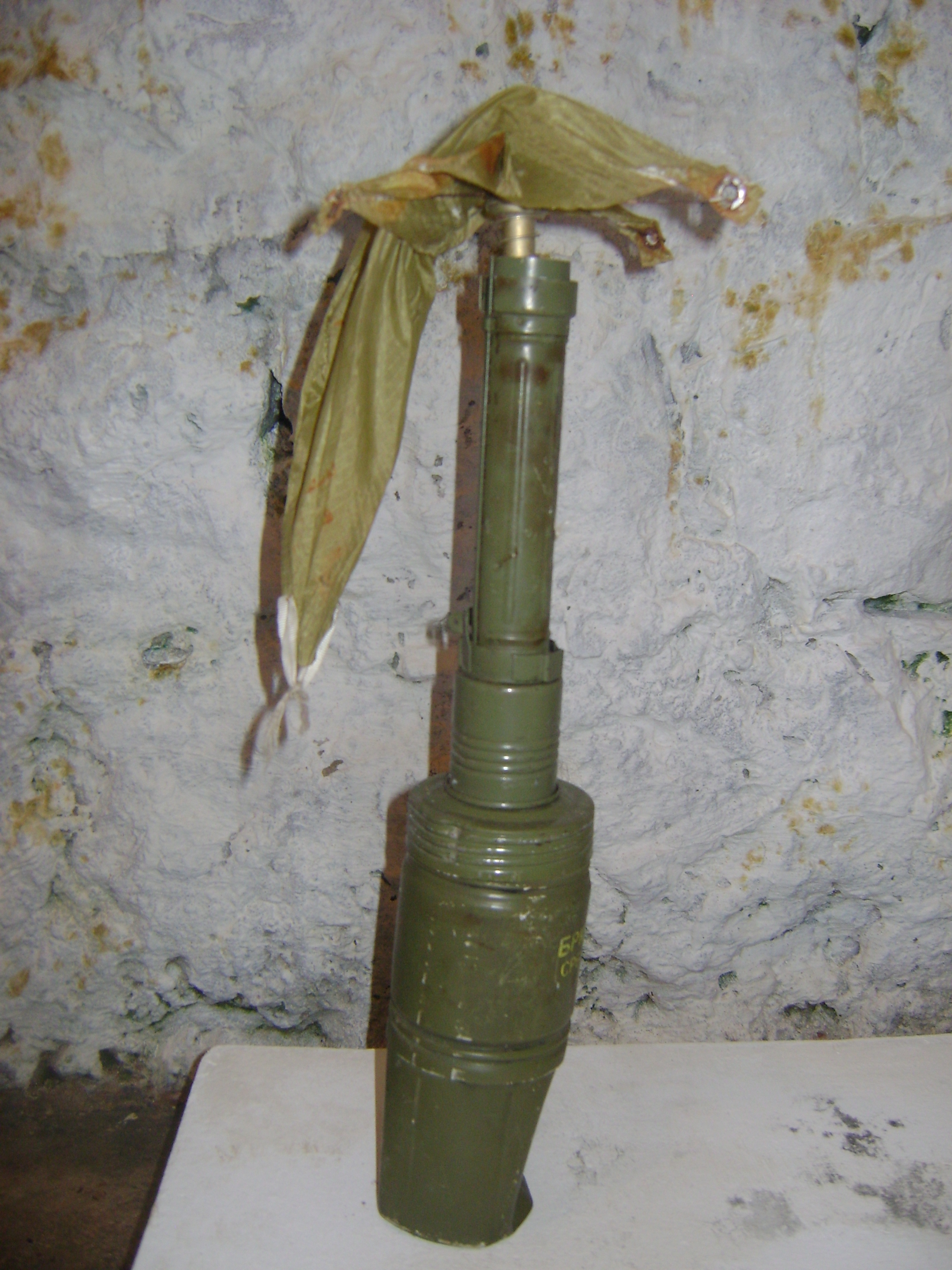
Югославская граната М79 — вариант советской гранаты РКГ-3

Теоретическая пробивная способность кумулятивных снарядов пропорциональна длине кумулятивной струи и квадратному корню отношения плотности облицовки воронки к плотности брони. Практическая глубина проникновения кумулятивной струи в монолитную броню у существующих боеприпасов варьируется в диапазоне от 1,5 до 4 калибров. Средняя дальность броска составляет 18—20 метров. Согласно учебному пособию, если солдат в окопе и танк идёт на него, ему рекомендуется лечь на дно окопа, пропустить танк над собой и метнуть гранату в корму.
Ещё в 1888 году американец Чарльз Манро (Charles Edward Munro) исследовал и подробно описал кумулятивный эффект в своих работах. Однако по той или иной причине в военных целях эти разработки были использованы лишь полвека спустя. В Советском Союзе в 1925—1926 годах изучением зарядов взрывчатых веществ с выемкой занимался профессор М. Я. Сухаревский. Первоначально кумулятивные снаряды назывались бронепрожигающими, так как считалось (исходя из формы пробитой воронки), что они именно прожигают броню. В реальности же при подрыве заряда температура облицовки достигает всего лишь 200—600 °C, что значительно ниже температуры её плавления.

В 1938 году Франц Томанэк (Franz Rudolf Thomanek) в Германии и Генри Мохоупт (Henry Hans Mohaupt) в США независимо друг от друга открыли эффект увеличения пробивной способности при применении металлической облицовки конуса. Несмотря на это кумулятивные противотанковые гранаты получили широкое распространение лишь к середине Второй Мировой. Советская ружейная граната ВПГС-41 (Винтовочная противотанковая граната Сердюка образца 1941 года) производилась в 1941—1942 годах в качестве противотанкового оружия, но из за невысоких качеств и небезопасности конструкции широкого применения не получила и была заменена на ручные противотанковые гранаты. Позже появились ручные противотанковые гранаты или метательные мины с кумулятивными головными частями, например советские РПГ-43, РПГ-6 или немецкие PWM-1L. Бронепробиваемость выросла до 70—100 мм при встрече с преградой под прямым углом, что для многих типов танков завершающего периода войны было уже недостаточно. Кроме того, для эффективного выведения танка из строя требовался целый набор условий, что дополнительно снижало эффективность ручного метательного оружия с кумулятивной боевой частью.

В 1950 году принята на вооружение РКГ-3 — кумулятивная граната ударного действия. В полёте граната стабилизируется и летит донной частью вперёд, для этого во время полёта раскрывается матерчатый стабилизатор в форме конуса. При попадании в цель граната пробивает броню толщиной до 150 мм. Для борьбы с современными танками, оснащёнными динамической защитой, эти гранаты уже малопригодны, но подходят для уничтожения БМП, БТР и других бронемашин.
В конце 1970-х, руководство армии США было обеспокоено отсутствием противотанковых средств у своих тыловых частей, необходимых для борьбы с прорвавшимся в тыл или же десантированными с воздуха вражескими бронемашинами. Армейские инженеры предложили скопировать противотанковую гранату производства ГДР (AZ-58-K-100), которая была добыта разведкой США. Эта концепция была названа «ХАГ» (HAG то есть High-explosive Antiarmor grenade), то есть фугасная противотанковая граната (так как по армейской терминологии кумулятивные противотанковые боеприпасы назывались HEAT, то есть High-explosive Anti-tank). В то время как гражданские инженеры, работающие на армию США, полагали, что это прекрасная идея, она была немедленно отвергнута, так как почти все старшие офицеры армии США с опытом военных действий сочли, что это оружие будет более опасным для своих войск, чем для неприятеля. Разработки были отправлены «на полку» к середине 1980-х годов. Это решение оставило многие тыловые части без противотанкового оружия, более эффективного, нежели крупнокалиберный пулемёт M2.

## Винтовочные гранаты
Винтовочная граната — специальная граната, выстрел которой проводится с помощью ручного огнестрельного оружия.

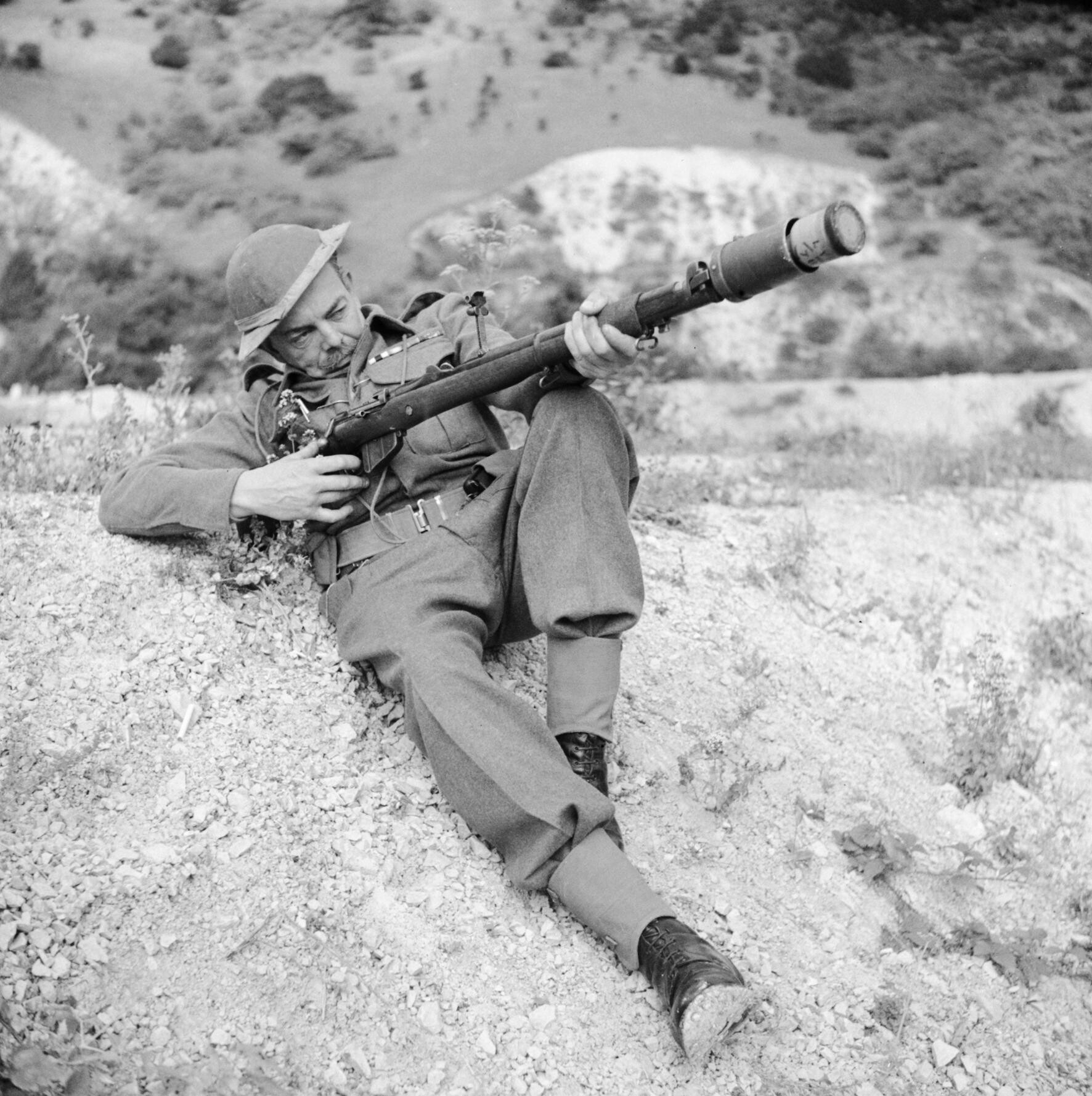
Член Британского ополчения демонстрирует винтовку, оборудованную мортиркой, заряженной противотанковой винтовочной гранатой No. 68 AT Grenade, 3 августа 1942 года.

## Реактивные гранаты

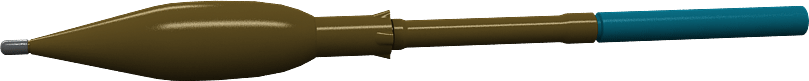
ПГ-7ВЛ «Луч» с гранатой ПГ-7Л

Для увеличения дальности полёта были созданы реактивные гранаты. В них ускоряющий заряд сгорал постепенно, разгоняя гранату.
Противотанковые кумулятивные гранаты, выстреливаемые из гранатомётов, имеют боевую дальность до 400 метров и способны пробивать бетон, кирпичную кладку и другие преграды.
- Сравнение популярных моделей

| Оружие         | Диаметр | Начальная скорость | Боеголовка                       | Бронепробиваемость (оценка) | Дальнобойность | Оптический прицел кратностью |
| -------------- | ------- | ------------------ | -------------------------------- | --------------------------- | -------------- | ---------------------------- |
| M67            | 90 мм   | 213 м / сек        | 3.06 кг (Кумулятивный боеприпас) | 350 мм                      | 400 м          | 3X                           |
| M2 Carl Gustaf | 84 мм   | 310 м / сек        | 1.70 кг (Кумулятивный боеприпас) | 400 мм                      | 450 м          | 2X                           |
| LRAC F1        | 89 мм   | 300 м/сек          | 2.20 кг (Кумулятивный боеприпас) | 400 мм                      | 600 м          | Нет ист.                     |
| РПГ-7          | 85 мм   | 300 м/сек          | 2.25 кг (Кумулятивный боеприпас) | 320 мм                      | 500 м          | 2.5X                         |
| B-300          | 82 мм   | 280 м/сек          | 3.00 кг (Кумулятивный боеприпас) | 400 мм                      | 400 м          | Нет ист.                     |

## Учебно-имитационные гранаты
Учебно-имитационные гранаты не только копировали форму и вес, но и имитировали взрыв гранат звуковым и дымовым эффектом с помощью небольшого заряда дымного пороха. Внешне они отличались наличием отверстия в днище корпуса, через которое при имитации взрыва выходили пороховые газы. В отличие от разрезных и учебно-тренировочных гранат, которые назывались так же, как и их боевые прототипы, только с добавлением слова «разрезная» или «учебно-тренировочная», учебно-имитационные гранаты имели другие названия: имитирующая РГК-3 имела название УПГ-8 (учебная противотанковая граната). Имитационный запал состоит из ударного механизма и имитационной части, между которыми проложена переходная втулка. Ударный механизм устроен так же, как у запала УЗРГМ, только ударник у него немного длиннее. Имитационная часть также состоит из тех же частей, что и у УЗРГМ, но вместо капсуля-детонатора она имеет специальную гильзу с зарядом дымного пороха. При повторном использовании гранаты меняются только ударник и имитационная часть запала. Остальные части запала и корпус гранаты используются многократно. Учебно-имитационные гранаты позволяют отрабатывать навыки метания.

## Схожие устройства
Схожие устройства по принципу с гранатами устройства имели применение в качестве противотанкового «оружия последнего шанса» во многих армиях по причине отсутствия подходящих ПГ.

### Жидкостные зажигательные гранаты
Обычная конструкция — стеклянная бутылка, содержащая горючую жидкость, и запал (в самом примитивном варианте на горлышке закреплена смоченная горючим тряпка). При использовании запал поджигают и бросают бутылку в цель, стекло разбивается, горючая жидкость растекается и воспламеняется от запала. Обычно содержит спирт и бензин, но использовались и другие горючие жидкости. Для создания задымления добавлялся дёготь или каменноугольная смола.
При попадании в цель стеклянная бутылка разбивается, горючая смесь разливается по поверхности цели и воспламеняется от горящей пробки. «Коктейли Молотова» применяются главным образом против автомобилей и бронетехники. При броске основной целью является попадание горящей жидкости в моторное отделение. Использование сопряжено с риском для жизни из-за необходимости подобраться к цели на расстояние броска. В целом эффективность бутылочных атак против бронетехники невелика — для поражения двигателя необходимо попасть в вентиляционные решётки сзади от башни, а для этого нужно находиться сбоку или сзади от танка, что обычно возможно только в условиях городской герильи, либо бросив бутылку из окопа, который в этот момент пересекает танк. Во время Второй мировой войны вентиляционные решётки танков стали закрывать рабицей. Благодаря этому бутылки пружинили и, не разбиваясь, скатывались с танка. Современные танки снабжены надёжными средствами защиты от бутылок с горючей смесью, хотя повреждение огнём наружных деталей танка может привести к снижению его боеспособности. Для британского ампуломета Northover Projector бутылка с зажигательной смесью была штатным боеприпасом.

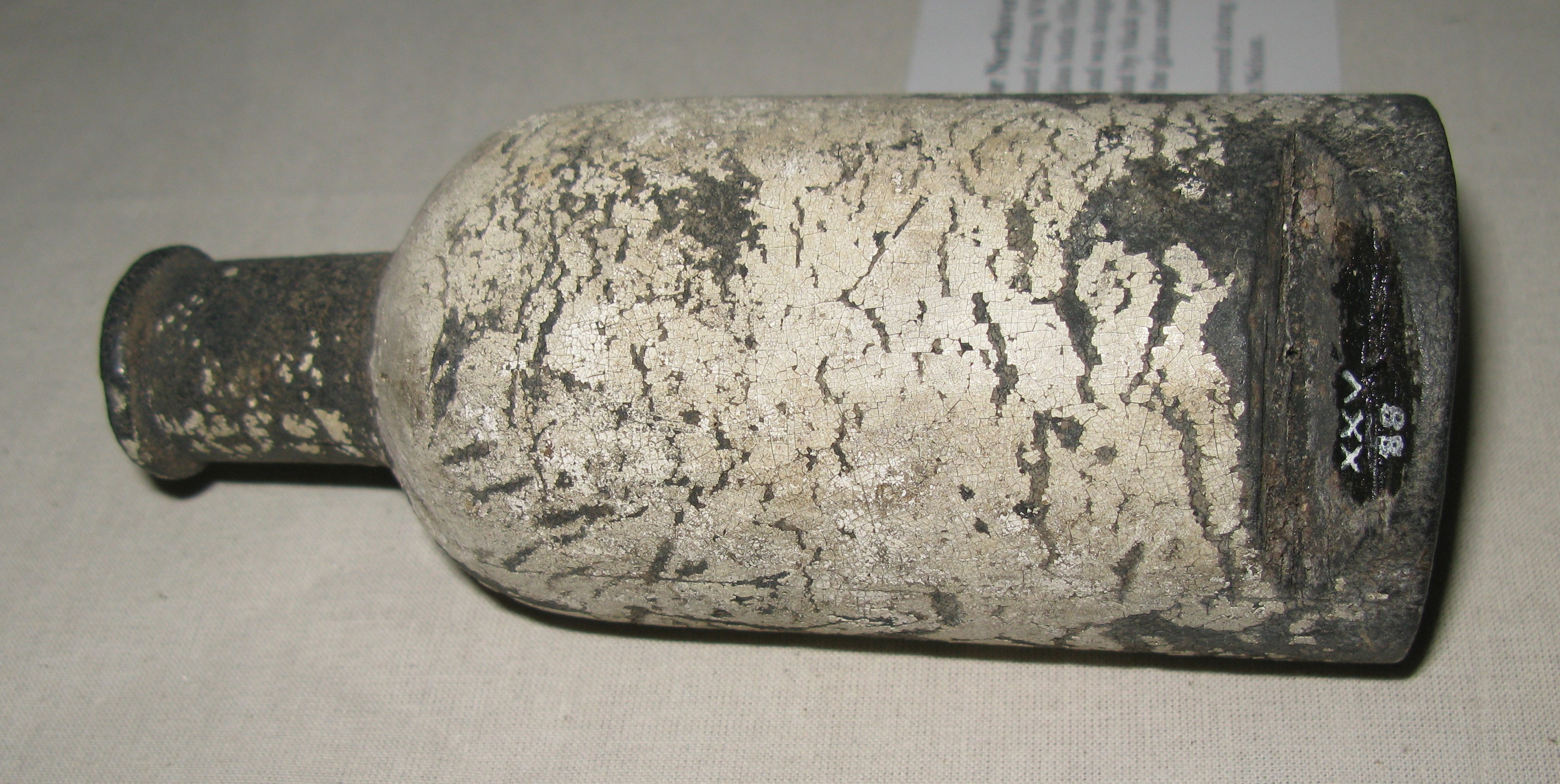
бутылка с зажигательной смесью британского ампуломета Northover Projector

### Оборудование противотанковых камикадзе

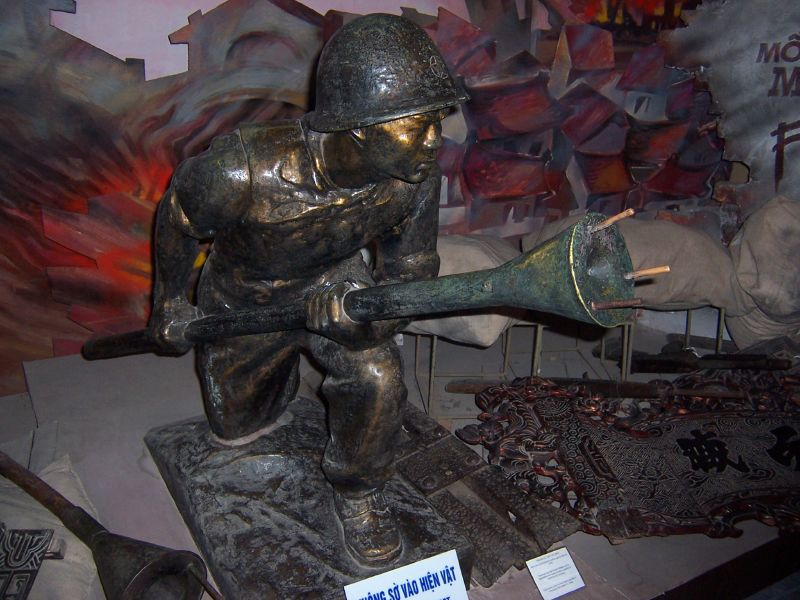
Статуя солдата Вьетминя с противотанковым оружием. Музей Армии в Ханое.

В конце Второй мировой войны японцы, не имея достаточно эффективной противотанковой артиллерии и пехотных противотанковых средств, часто применяли тактику самоубийственных атак, посылая против американских танков своих пехотинцев с ранцевыми, магнитными минами и противотанковыми гранатами, и использовали против американских танков смертников-камикадзе, вооружённых кумулятивной гранатой на шесте в качестве оружия. После этого аналогичное оружие также использовалось вьетнамцами в ходе Вьетнамской войны. Камикадзе должен был использовать гранату в качестве противобортовой мины, обеспечивая оптимальный угол наклона по отношению к броне, что обеспечивало поражение брони толщиной до 150 мм. Однако к концу войны японские противотанковые камикадзе (тэйсинтай) были малоэффективны, потому что американские войска всегда сопровождали танки сильными подразделениями морской пехоты. Танковые сражения на Восточном и Западном фронтах в Европе были редки. Основную тяжесть боёв на Тихом океане несла пехота, сопровождавшая танки и защищающая их от неприятеля.

## Защита

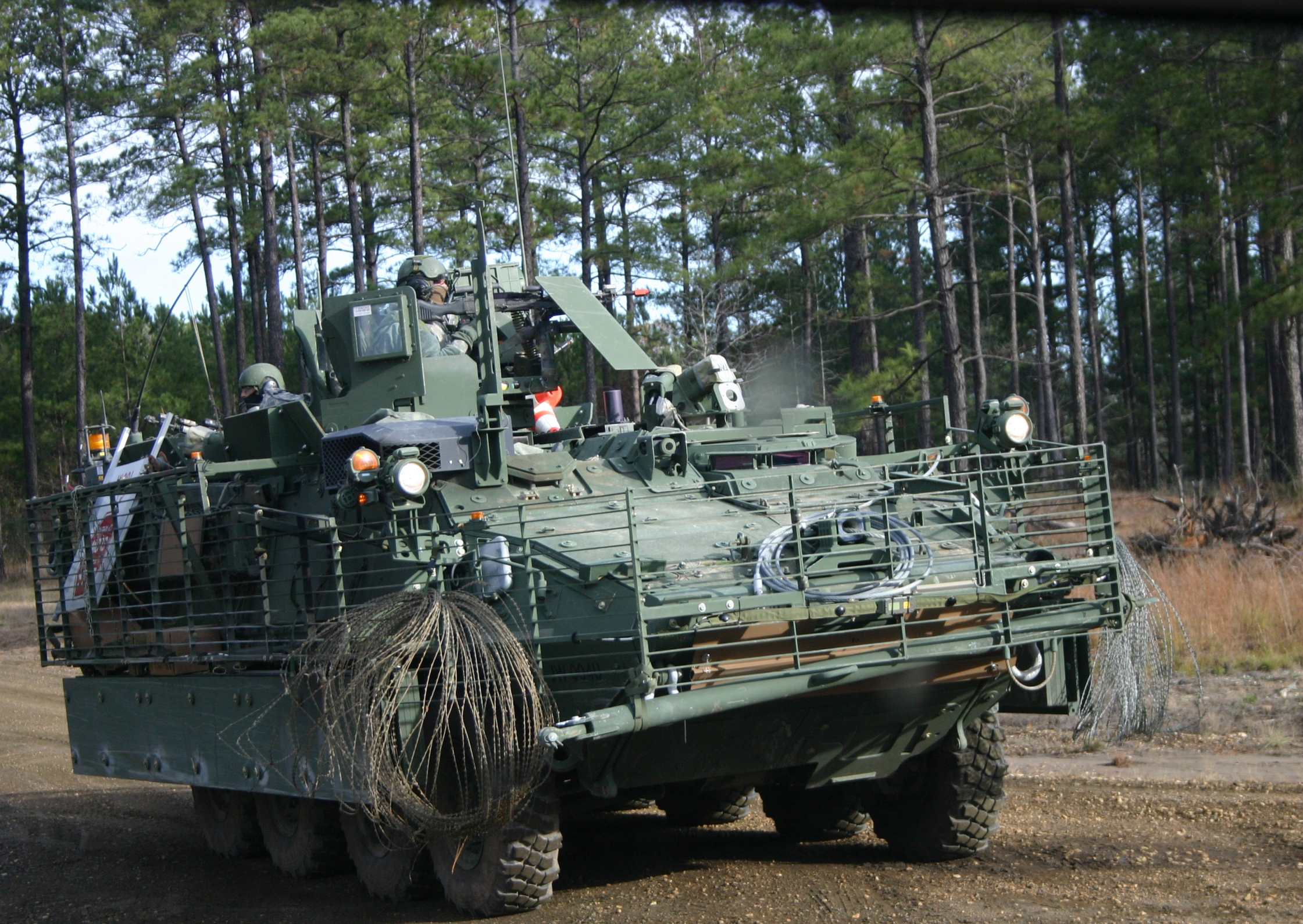

Противокумулятивный экран появился как ответ на создание кумулятивного боеприпаса перед Второй мировой войной в Германии. Во время войны советские танкисты приваривали к броне специальные сетчатые экраны фабричного производства (ошибочно интерпретированные на Западе как панцирные кровати), тонкие листы железа и жести для защиты от немецкого носимого противотанкового оружия с кумулятивным боеприпасом типа «Фаустпатрон», «Панцерфауст» и т. п. Широкого применения противокумулятивные экраны тогда не нашли, так как по результатам советских испытаний 1945 года показали себя неэффективными против последних версий фаустпатронов (с типичных дистанций городского боя броня всё равно пробивалась, хотя диаметр пробоины и уменьшался).
Корпуса немецких танков «Тигр» покрывались, для предотвращения прикрепления к ним ручных магнитных мин, специальным составом циммеритом. Те же меры были приняты в отношении немецких танков «Пантера» и САУ последнего периода Второй мировой войны. Однако такие мины использовались лишь в немецкой армии и не использовались её противниками, в то время как нанесение такого покрытия было делом хлопотным и трудоёмким, поэтом в 1944 г., после года применения, от него отказались.
Ещё во время ВОВ было замечено, что поражение танка зачастую меньше, если поражающий танк снаряд попадает в навешенные поверх брони танка взрывчатые вещества. Поначалу такие наблюдения считались хотя и достойными доверия, но практически неприменимыми, поскольку в ряде случаев страдал не только противотанковый снаряд, но и сама броня. Однако сама тема не была закрыта, и первые образцы динамической защиты были разработаны в СССР в конце 1950-х годов НИИ Стали под руководством академика Богдана Войцеховского (Ленинская премия 1965 года); в середине 60-х годов аналогичные разработки провёл в ФРГ инженер-исследователь Манфред Хельд (Manfred Held) — концерн MBB-Schrobenhausen. По ряду причин, таких как достаточный уровень защиты советской БТВТ к моменту создания динамической защиты, её производство не начиналось до середины 80-х годов. Впервые динамическая защита, созданная на основе германского опыта, была установлена на танках Израиля во время Ливанской войны 1982 г.